# Hulstina aethalodaria
Hulstina aethalodaria là một loài bướm đêm trong họ Geometridae.